# ムサ・ジュワラ
ムサ・ジュワラ（Musa Juwara , 2001年12月26日 - ）は、ガンビア・テュジェレング出身のサッカー選手。ヴェイレBK所属。ポジションはFW。

## クラブ歴
2016年に難民としてイタリアに渡り、2017年にACキエーヴォ・ヴェローナのプリマヴェーラに入所。2018-19シーズン終盤にトップチームに昇格。同シーズン最終戦となった2019年5月25日のフロジノーネ・カルチョ戦でプロデビュー。
2019年7月8日、ボローニャFCと契約。2019-20シーズン終盤にトップチームに昇格。2020年7月5日のインテルナツィオナーレ・ミラノ戦では後半途中から冨安健洋との交代で出場。同29分に0-1の場面から同点となるプロ初ゴールを決め、更に35分には同胞のムサ・バロウのゴールも決まり、2-1の逆転勝利を呼び込んだ。
2023年7月3日、ヴェイレBKに移籍した。